# Wybory parlamentarne w Izraelu w 1959 roku
Wybory parlamentarne w Izraelu do Czwartego Knesetu odbyły się 3 listopada 1959.
Oddano 1,218,724 głosów, w tym ważnych: 969,337. Próg wyborczy wynosił 1%, a więc aby uzyskać miejsce w Knesecie, należało otrzymać minimum 9,693 głosów. Średnio na jedno miejsce przypadło 7,800 głosów.

## Oficjalne wyniki
|  | Partia                                        | Głosy   | Procent | Mandaty |
|  | --------------------------------------------- | ------- | ------- | ------- |
|  | Mapai (מפא"י)                                 | 370,585 | 38.2%   | 47      |
|  | Herut (חרות)                                  | 130,515 | 13.5%   | 17      |
|  | Narodowa Partia Religijna (מפלגה דתית לאומית) | 95,581  | 9.9%    | 12      |
|  | Mapam (מפ"ם)                                  | 69,468  | 7.2%    | 9       |
|  | Ogólni Syjoniści (ציונים כלליים)              | 59,700  | 6.2%    | 8       |
|  | Achdut ha-Awoda (אחדות העבודה)                | 58,043  | 6.0%    | 7       |
|  | Religijny Front Tory ( חזית דתית תורתית)      | 45,569  | 4.7%    | 6       |
|  | Partia Progresywna (מפלגה פרוגרסיבית)         | 44,889  | 4.6%    | 6       |
|  | Maki (מק"י)                                   | 27,374  | 2.8%    | 3       |
|  | Postęp i Praca (קידמה ועבודה)                 | 12,347  | 1.3%    | 2       |
|  | Współpraca i Braterstwo (שיתוף ואחווה)        | 11,104  | 1.1%    | 2       |
|  | Rolnictwo i Rozwój (חקלאות ופיתוח)            | 10,902  | 1.1%    | 1       |
|  | Razem                                         | 969,337 | 100,0%  | 120     |

## Posłowie
Posłowie wybrani w wyborach:
| Partia                    | Posłowie |
| ------------------------- | --- |
| Mapai                     | Josef Almogi, Zalman Aran, Me’ir Argow, Ammi Asaf, Dawid Bar-Raw-Haj, Mosze Baram, Aharon Becker, Dawid Ben Gurion, Gidon Ben-Jisra’el, Herzl Berger, Menachem Kohen, Jicchak Koren, Mosze Dajan, Amos Degani, Abba Eban, Josef Efrati, Lewi Eszkol, Josef Fischer, Akiwa Gowrin, Jisra’el Guri, Dawid Hakohen, Aszer Chasin, Awraham Herzfeld, Beba Idelson, Jisra’el Kargman, Jona Kese, Channa Lamdan, Pinchas Lawon, Kadisz Luz, Golda Meir, Mordechaj Namir, Dewora Necer, Baruch Azanja, Szimon Peres, Dawid Petel, Pinchas Sapir, Mosze Sardines, Mosze Szaret, Bechor-Szalom Szitrit, Szemu’el Szoresz, Jizhar Smilanski, Rachel Cabari, Żenja Twerski, Jisra’el Jeszajahu, Gijjora Joseftal, Chajjim Josef Cadok, Mordechaj Zar |
| Herut                     | Arje Altman, Binjamin Arditi, Binjamin Awni’el, Jochanan Bader, Menachem Begin, Arje Ben Eli’ezer, Chajjim Kohen-Meguri, Chajjim Landau, Nachum Lewin, Elijjahu Meridor, Ja’akow Meridor, Mordechaj Olmert, Ester Razi’el-Na’or, Szabbetaj Szichman, Josef Szofman, Eli’ezer Szostak, Szimszon Unichman |
| Narodowa Partia Religijna | Szelomo-Jisra’el Ben-Me’ir, Josef Burg, Micha’el Chazani, Aharon-Ja’akow Grinberg, Mordechaj Nurok, Jicchak Refa’el, Towa Sanhedraj, Binjamin Szachor, Chajjim Mosze Szapira, Mosze Unna, Zerach Warhaftig, Faridża Zu’arec |
| Mapam                     | Jisra’el Barzilaj, Mordechaj Bentow, Ja’akow Chazzan, Jusuf Chamis, Ja’akow Riftin, Chanan Rubin, Emma Talmi, Me’ir Ja’ari, Chajjim Jehuda |
| Ogólni Syjoniści          | Zalman Abramow, Perec Bernstein, Ezra Ichilow, Mosze Nissim, Elimelech Rimalt, Josef Sapir, Josef Serlin, Cewi Zimmerman |
| Achdut ha-Awoda           | Jigal Allon, Jisra’el Bar-Jehuda, Jicchak Ben Aharon, Mordechaj Bibi, Mosze Karmel, Jisra’el Galili, Nachum Nir |
| Religijny Front Tory      | Kalman Kahana, Ja’akow Kac, Izaak Meir Lewin, Szelomo Lorincz, Binjamin Minc, Menachem Porusz |
| Partia Progresywna        | Idow Kohen, Jicchak Golan, Jizhar Harari, Szimon Kanowicz, Mosze Kol, Pinchas Rosen |
| Maki                      | Szemu’el Mikunis, Taufik Tubi, Me’ir Wilner |
| Postęp i Rozwój           | Ahmad az-Zahir, Iljas Nachla |
| Współpraca i Braterstwo   | Labib Husajn Abu Rukn, Jusuf Dijab |
| Rolnictwo i Rozwój        | Mahmud an-Naszif |